# North Chile
North Chile – meteoryty żelazne należące do heksaedrytów z grupy II A, znalezione w 1875 roku na północy Chile w okolicach miejscowości: Coya Norte, Filomena, Puripica, Quillagua, Rio Loa, San Martín, Tocopilla i Union. Wszystkim tym ośmiu meteorytom nadano wspólną nazwę North Chile ze względu na identyczny skład chemiczny i strukturę. Ogólna masa materii meteorytowej wynosi 266 kg.